# Annie Martin
Annie Martin (* 7. September 1981 in Lachine) ist eine kanadische Beachvolleyballspielerin.

## Karriere
Martin spielte ihre ersten internationalen Turniere 2002 mit Guylaine Dumont. 2003 wurden die Kanadierinnen Fünfte bei den Lianyungang Open. Bei der Weltmeisterschaft in Rio de Janeiro gewannen sie ihre Vorrunden-Gruppe und das erste K.-o.-Spiel gegen ihre Landsleute Boileau/Morin, bevor sie im Achtelfinale den US-Amerikanerinnen McPeak/Youngs unterlagen. Im olympischen Turnier 2004 wurden sie hinter McPeak/Youngs Gruppenzweiter und erreichten mit einem Sieg gegen die Kubanerinnen Larrea Peraza/Fernandez Grasset das Viertelfinale, in dem sie sich den späteren Goldmedaillen-Gewinnern Kerri Walsh und Misty May-Treanor aus den USA geschlagen geben mussten. Nach dem Turnier trennten sich ihre Wege.
2005 musste sie sich mit Marie-Christine Pruneau nach zwei Niederlagen früh von der WM in Berlin verabschieden. Im nächsten Jahr gelang ihr mit Katherine Zakrzewski ein Turniersieg in Eboli. 2007 bildete sie ein neues Duo mit Dana Cooke. Bei der WM in Gstaad verloren Martin/Cooke als Gruppenzweite in der ersten Hauptrunde gegen die Brasilianerinnen Maria Clara/Carol. Anschließend wurden sie Neunte der Kristiansand Open.
In Guarujá hatte Martin 2008 ihren ersten Auftritt mit ihrer letzten Partnerin Marie-Andrée Lessard. Martin/Lessard wurden Fünfte in Dubai und Neunte in Sanya. Bei der WM 2009 kamen sie als Gruppendritte in die K.-o.-Runde und scheiterten in drei Sätzen am US-Duo Turner/Akers. 2009 und 2010 gelangen ihnen noch mehrere neunte Plätze. 2011 erreichten Lessard/Martin unter anderem den 13. Rang in Mysłowice. Bei der WM in Rom trafen sie in der Vorrunde auf ein brasilianisches Duo und die Deutschen Holtwick/Semmler und Brink-Abeler/Grün, wobei ihnen insgesamt nur ein Satzgewinn gelang.
2012 qualifizierten sich Lessard/Martin für die Olympischen Spiele in London. Dort erreichten sie in jedem Vorrundenspiel den Tiebreak, konnte aber keines der drei Spiele für sich entscheiden. Nach dem Turnier beendeten die beiden Kanadierinnen gemeinsam ihre sportliche Laufbahn.